# Meksyk na Zimowych Igrzyskach Paraolimpijskich 2018
Meksyk na Zimowych Igrzyskach Paraolimpijskich 2018 – występ kadry sportowców reprezentujących Meksyk na igrzyskach paraolimpijskich w Pjongczangu w 2018 roku.
W kadrze wystąpił jeden zawodnik startujący w narciarstwie alpejskim. Rywalizował w trzech konkurencjach. W supergigancie zajął 17. miejsce, a zjazdu i slalomu giganta nie ukończył. Podczas ceremonii otwarcia był także chorążym reprezentacji.

## Reprezentanci
| Zawodnik       | Dyscyplina            | Konkurencja   | Podgrupa | Czas    | Strata | Miejsce | Źródło |
| -------------- | --------------------- | ------------- | -------- | ------- | ------ | ------- | ------ |
| Arly Velásquez | Narciarstwo alpejskie | Zjazd         | LW10-1   | DNF     | DNF    | DNF     | [ 3 ]  |
| Arly Velásquez | Narciarstwo alpejskie | Supergigant   | LW10-1   | 1:32,67 | +6,84  | 17.     | [ 4 ]  |
| Arly Velásquez | Narciarstwo alpejskie | Slalom gigant | LW10-1   | DNF     | DNF    | DNF     | [ 5 ]  |